# Oxygen (Canada)
Pour les articles homonymes, voir Oxygen.
Oxygen est une chaîne de télévision canadienne de catégorie B appartenant à Bell Media spécialisée dans la diffusion de documentaires reliés à des investigations criminelles (principalement des meurtres) et autres documentaires reliés aux crimes.
La chaîne est une déclinaison de la version américaine.

## Histoire

Logo de Court TV Canada (2001-2010)

Après avoir obtenu sa licence auprès du CRTC en 2000 pour le service The Law & Order Channel, Learning and Skills Television of Alberta Limited (LSTA) (une société contrôlée par CHUM Limited) a lancé Court TV Canada le 7 septembre 2001 et a remplacé la version américaine qui était autorisée au Canada depuis 1997 et diffusait des émissions provenant de son équivalent américain. Court TV aux États-Unis a changé de nom en 2008 pour TruTV mais le service canadien a continué d'utiliser le même nom.
CTVglobemedia a fait l'acquisition de la chaîne lors de son achat de CHUM Limited le 22 juin 2007.
Après avoir signé un contrat de longue durée avec Discovery, CTV a annoncé le 4 juin 2010 le changement de nom effectif pour Investigation Discovery effectif le 30 août 2010.
Bell Canada a fait l'acquisition de CTVglobemedia le 1er avril 2011 et a renommé la compagnie pour Bell Media.
Bell Media a lancé une version haute définition de la chaîne le 15 décembre 2011.
En juin 2024, Rogers Media signe un contrat important avec Warner Bros. Discovery, planifiant relancer les chaînes de Discovery Channel en janvier 2025 après l'expiration du contrat avec Bell. Bell dépose une injonction afin de bloquer la transaction. Le 8 octobre, Bell renouvelle son contrat avec Warner pour l'exclusivité du contenu de HBO et Max, mais délaisse le contenu Discovery à Rogers, qui lancera des chaînes linéaires pour Discovery et Discovery ID, alors que Cooking, OWN, MotorTrend, Animal Planet et Discovery Science seront offert en ligne via Citytv+. Bell a annoncé plus tard que Discovery ID changera de nom pour Oxygen.